# جائزة القمر الصناعي لأفضل ممثل مساعد – مسلسلات أو دراما تلفزيونية أو فلم تلفزيوني
جائزة القمر الصناعي لأفضل ممثل مساعد – مسلسلات أو دراما تلفزيونية أو فيلم تلفزيوني (بالإنجليزية: Satellite Award for Best Supporting Actor – Series, Miniseries or Television Film) هي إحدى جوائز الساتالايت السنوية التي تقدمها أكاديمية الصحافة الدولية.